# Teatro Brasileiro de Comédia
Il Teatro Brasileiro de Comédia, anche conosciuto con l'acronimo TBC, è un teatro brasiliano di San Paolo fondato nel 1948.

## Storia
Il teatro fu fondato a San Paolo dall'imprenditore italiano Franco Zampari, con l'obiettivo di modernizzare e innalzare il livello qualitativo del teatro brasiliano. Dopo avere affittato e ristrutturato un edificio a Bela Vista e avere tenuto nel 1948 le prime rappresentazioni con un gruppo di attori perlopiù non professionisti, nel 1949 il teatro ebbe la sua svolta con la formazione di una compagnia stabile di attori affermati, che includeva Cacilda Becker, Paulo Autran, Ruy Affonso, Elizabeth Henreid, Nydia Licia, Sergio Cardoso, e l'arrivo dall'Italia di registi e tecnici, tra cui Luciano Salce, Ruggero Jacobbi e soprattutto Adolfo Celi in qualità di direttore artistico e regista principale della compagnia.
Il teatro mise in scena testi sofisticati e di respiro internazionale, tra cui lavori di Jean-Paul Sartre, William Saroyan, Anton Tchekhov, Carlo Goldoni, Luigi Pirandello, Tennessee Williams, Oscar Wilde, ed ebbe un successo di pubblico e di critica senza precedenti.  Tra le rappresentazioni di maggiore successo vi furono Sei personaggi in cerca d'autore di Pirandello, mandata in scena da Celi nel 1951, La signora delle camelie di Alexandre Dumas figlio, allestita lo stesso anno da Salce, e nel 1952 l’Antigone, strutturata da Celi in una versione in due tempi che metteva insieme la versione di Sofocle e quella di Jean Anouilh.
Nel 1953 venne messo in scena tra gli altri Così è (se vi pare), per la regia di Salce, definito dal critico Décio de Almeida Prado quale "il miglior spettacolo mai messo in scena dal TBC", ma la compagnia soffrì molte defezioni importanti, parzialmente mitigate dall'arrivo della star Tônia Carrero. Nel 1956 si unì alla compagnia Fernanda Montenegro, ma dall'altra parte Celi, la Carrero e Autran abbandonarono la compagnia per formarne una propria, seguiti l'anno successivo dalla Becker.  Zampari corse ai ripari sostituendo Celi con Alberto D'Aversa, e ottenne ancora qualche successo (in particolare con Uno sguardo dal ponte di Arthur Miller, messo in scena da D'Aversa nel 1957), ma alla fine del decennio anche a causa dell'abbandono della Montenegro il teatro entrò in una profonda crisi economica.
Nel 1960 Zampari chiamò come direttore artistico Flávio Rangel e qui ebbe inizio la cosiddetta fase "nazionalistica" del teatro, che rappresentò principalmente lavori di drammaturghi locali come Jorge Andrade, Gianfrancesco Guarnieri e Dias Gomes.  A causa delle continue crisi finanziarie, la compagnia cessò di esistere nel 1964, mentre il teatro continuò a essere attivo fino al 2008.